# Mudhoney
Mudhoney je americká grungeová kapela, která byla založena v roce 1988 v Seattlu. Jejími zakládajícími členy jsou Mark Arm a Steve Turner. Dále ve skupině působí bubeník Dan Peters a kytarista Guy Maddison, který od roku 2001 nahradil Matta Lukina.
Mudhoney se stali v oblasti grunge vlivnou kapelou. Mezi nejznámější hudební skupiny, které jsou přímo ovlivněny skupinou Mudhoney, patří Nirvana. Jedna z mála knih, která se zabývá historií Mudhoney je Our Band Could Be Your Life Michaela Azerrada.

## Historie

### Mr. Epp and the Calculations
Počátky kapely začínají na Washingtonském předměstí. Na tamější Bellevuel Christian High School (Bellevuelské křesťanské střední škole) Mark McLaughlin (později známý jako Mark Arm) a pár jeho přátel založili skupinu Mr. Epp and the Calculations, pojmenovanou po jejich učitelce matematiky. Z počátku byla skupina zamýšlena spíše jako vtip; jejich první vystoupení se konalo ve škole, kdy zpívali píseň „Got to Give It Up“ od Marvina Gaye - na místo kytary použili svinovací mapu, protože na skutečné hudební nástroje nemohli hrát. Jejich první opravdivý koncert se uskutečnil v roce 1981, tedy tři roky po jejich založení. V této době Mark Arm a jeho přítel Steve Turner založili sice serióznější, ale pořád s humorem branou kapelu Limp Richerds. Kapela Mr. Epp se ještě objevila na rádiu KZAM-AM, kde byl představena jako „nejhorší kapela na světě“. Své poslední vystoupení odehráli 3. února 1984 s Malfunkshun v Seattlu.

### Green River
Skupina Green River byla založena v roce 1984, když Mark Arm a Steve Turner přizvali Alexe Vincenta jako bubeníka, který předtím působil společně s Turnerem v kapele Spluii Numa. Poté, co do Seattlu přijel basista Jeff Ament se svou kapelou Deranged Diction, přidal se ke skupině také. Jako druhý kytarista byl zvolen Stone Gossard. Své debutové EP s názvem Come on Down vydali Grenn River v roce 1985. Často je toto album považováno za první opravdovou grungeovou nahrávku. Po vydání alba skupinu opustil Steve Turner, jelikož nesnesl heavy metalový styl kapely. Jeho místo zastoupil další člen Derranged Diction Bruce Fairweather. Na konci roku 1987, poté, co nahráli další EP názvem Dry As a Bone a vydali své první plnohodnotné album Rehab Doll, se členové skupiny rozhodli, že vytvoří novou skupinu. A tak Gossard, Ament, a Fairweather založili Mother Love Bone. Po smrti hlavního zpěváka Andrew Wooda Gossard a Ament založili Pearl Jam, Fairweather začal hrát v Love Battery. V lednu 1988 Arm s Turnerem obnovují Mudhoney.

### Sub Pop (1988–1991)

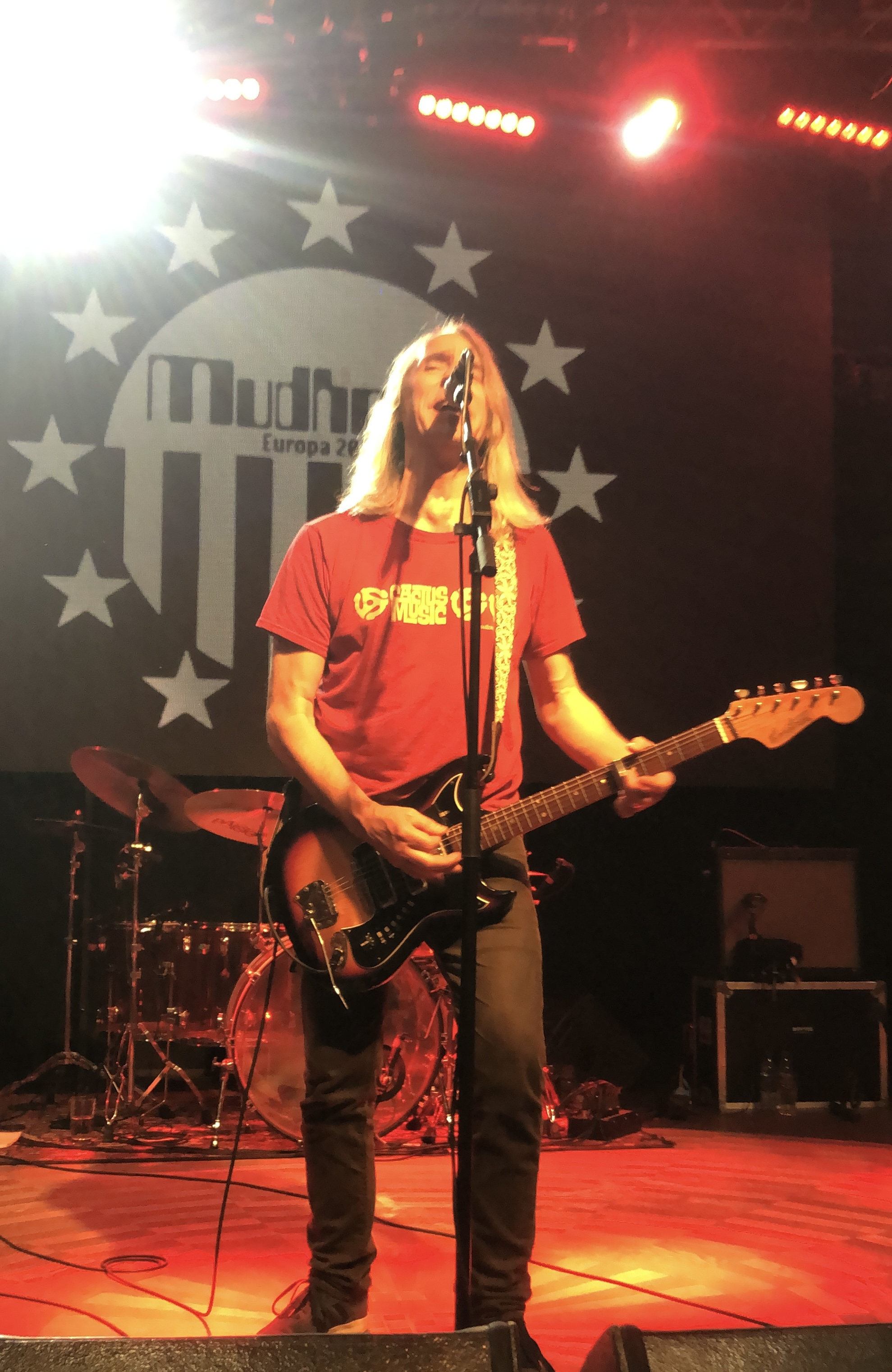
Mark Arm v pražské Lucerně v roce 2022

Steve Turner a Mark Arm tak začali zkoušet s bubeníkem Bundle of Hiss Danem Petersem. Za nedlouho se rozhodli, že přijmou jako basiskytaristu Matta Lukina, který právě odešel ze skupiny Melvins. Dali si jméno po filmu režiséra Russ Meyera Mudhoney, i když nikdo z nich tento film neviděl.
V roce 1988 kapela nahrála a vydala své první EP Superfuzz Bigmuff a svůj první singl „Touch Me I'm Sick“. Obojí pod vydavatelstvím Sub Pop. Singl zaznamenal poměrně veliký ohlas, takže se Mudhoney rázem stali jedni z favoritů Sub Popu. Kapela Sonic Youth, která byla velkým příznivcem kapely, vzala Mudhoney s sebou v roce 1988 na turné po Anglii. Následujícího roku skupina vydala své první album s prostým názvem Mudhoney.
Částečný úspěch Mudhoney způsobil, že se o seattlovskou hudební scénu začal více zajímat tisk, díky čemuž později vystoupili na povrch takové kapely jako Soundgarden, Nirvana a Tad. Na počátku devadesátých let Sub Pop nevydělával dost peněz, takže nedokázal uspokojit finanční potřeby mnoha kapel, následkem čehož od něj začaly kapely odcházet. I přesto se Mudhoney rozhodli u Sub Popu zůstat a roku 1991 u něj vydali své další album Every Good Boy Deserves Fudge. Po vydání tohoto alba však Mudhoney přijali nabídku vydavatelství Reprise Records a k tomuto labelu přestoupili.

### Reprise (1992–1999)
Na počátku devadesátých let se grunge stal součástí hlavního hudebního proudu a s ním do určité míry i Mudhoney. Jejich další album Piece of Cake se však blížilo více spíše garage rocku než grunge. I přesto, že Mudhoney teď patřili pod velkou nahrávací společnost, udrželi si svůj styl hraní. Když v roce 1995 grunge ztrácel svou pozici v hlavním hudebním proudu, Mudhoney se rozhodli, že se navrátí zpět ke svému ranějšímu zvuku. V roce 1995 vydali své další album My Brother the Cow. V roce 1996 se Mudhoney objevili ve filmové komedii Black Sheep. Své následující album Tomorrow Hit Today nahráli i vydali v roce 1998. Po mnoha koncertních vystoupeních se vydavatelství Reprise rozhodlo, že odstoupí od smlouvy s Mudhoney. Jedním z důvodů byl fakt, že i když Mudhoney dokázali přilákat na koncerty hodně fanoušků, prodejnost jejich alb byla značně nízká. Matt Lukin na to reagoval tak, že z kapely odešel. Když Mudhoney vydali výběrové album March to Fuzz, mnoho fanoušků začalo spekulovat, že se Mudhoney rozpadnou.

### Po odchodu Lukina (1999-)
Navzdory odchodu Matta Lukina z kapely zůstali Mudhoney i nadále hudebně aktivní. Na místo Lukina s nimi začal hrát Guy Maddison. V roce 2002 skupina vydala album Since We've Become Translucent, které provázelo velkým turné po Jižní Americe. V roce 2006 vyšlo jejich další album Under a Billion Suns.

## Členové

### Současní členové
- Mark Arm - zpěv, kytara
- Steve Turner - kytara
- Dan Peters - bicí
- Guy Maddison - basová kytara (od roku 2001)

### Bývalí členové
- Matt Lukin - basová kytara (1988–1999)

### Hosté na turné
- Wayne Kramer - baskytara (2000)
- Steve Dukich - baskytara (2001)
- Garrett Shavlik - baskytara (2006)

## Diskografie
Následující tabulka zahrnuje pouze studiová alba:
| Rok  | Název                                | Label           |
| 1989 | Mudhoney                             | Sub Pop         |
| 1990 | Superfuzz Bigmuff Plus Early Singles | Sub Pop         |
| 1991 | Every Good Boy Deserves Fudge        | Sub Pop         |
| 1992 | Piece of Cake                        | Reprise Records |
| 1995 | My Brother the Cow                   | Reprise Records |
| 1998 | Tomorrow Hit Today                   | Reprise Records |
| 2002 | Since We've Become Translucent       | Sub Pop         |
| 2006 | Under a Billion Suns                 | Sub Pop         |
| 2008 | The Lucky Ones                       | Sub Pop         |
| 2013 | Vanishing Point                      | Sub Pop         |
| 2018 | Digital Garbage                      | Sub Pop         |